# 시라비
시라비(しらび, 2월 13일 ~ , Shirabii)는 일본의 일러스트레이터이다. 주요 작품으로는 용왕이 하는 일! (2015년–현재), 무채한의 팬텀 월드 (2013년–2016년), 86 -에이티식스- 및 관련 스핀오프 (2017년–현재) 등이 있다. 이 라이트 노벨이 대단해!에서 시라비는 2017년과 2018년에 8위를 차지했으며, 2019년과 2020년에는 1위를 차지했다. 만화 외에도, 무채한의 팬텀 월드의 TV 애니메이션판 캐릭터 디자인과 나는 친구가 적다 NEXT의 엔드 카드 일러스트를 담당했다.
또한 홀로라이브 DEV_IS 멤버 이사키 리오나의 캐릭터 디자이너이기도 하다.

## 참고
1. ↑  しらび의 표준 로마자 표기는 "Shirabi"이지만, 공식 자료에서는 그의 이름을 "Shirabii"로 표기했다.[1]